# Ocean Township (comté d'Ocean)
Pour les articles homonymes, voir Ocean Township.
Ocean Township est une municipalité américaine située dans le comté d'Ocean au New Jersey.
Lors du recensement de 2010, sa population est de 8 332 habitants. La municipalité s'étend sur 32,04 milles carrés (82,98 km2), dont 11,49 milles carrés (29,76 km2) d'étendues d'eau.
Le township d'Ocean est créé le 13 avril 1876 à partir des townships de Lacey et Union.